# Photogenique
Photogenique var ett synth-projekt bestående av låtskrivar/producent-paret Jimmie Johansson och Mika Korkeamäki. Deras gemensamma intresse för gamla synthesizers och elektronisk musik resulterade i deras första band Telegraph och singeln Nothing on my mind / Telegraphic 1990. Tillsammans med fyra andra vänner (Micke Lönngren, Eva Nyberg, Pelle Johansson, Micke Olsson) skapade de Dance/pop-projektet (med det något ironiska namnet) Photogenic 1994. Deras första singel Singing The Blues (We say goodbye) blev ledmotivet till dokusåpan Real World Stockholm, bubblade på tracks och tog sig som bäst till 23 plats på singellistan. Låten släpptes även i ett antal remixar, bl.a. ett samarbete med producentduon Antiloop. Låten medverkade även på ett antal samlingsalbum som Absolute dance etc. Deras andra singel kom att heta This Time och skulle följas upp med ett album som dock på grund av utdragen inspelningsprocess och meningsskiljaktigheter inte fick något officiell släpp.
Vid den här tidpunkten var också Jimmie och Mika mer intresserade av den kommande New wave-revival-vågen med tydliga spår av post-punk och syntpop (Gary Numan, Simple Minds och Visage). Bandet hade minskat från sex medlemmar till en duo när de, efter förfrågan från Jonas Berggren Ace of Base, framförde den Lustans Lakejer inspirerande låten Nattens Änglar i Melodifestivalen 1997. I samband med deltagande i Melodifestivalen 1997 ändrade de namn från Photogenic till de mer fransk-klingande Photogenique. Trots en bra publikrespons och bra placeringar i svenska dagstidningars läsaromröstningar så fick de 0 poäng av den bestämmande juryn och hamnade på en uppmärksammad jumboplats. Det inspelade och planerade (andra) albumet Romantikens Rekryter sköts av skivbolaget (Stockholm Records/Universal Music) på framtiden och projektet lades på is.
Under 1997 gjordes ett samarbete med producent-teamet Earthbound på singeln Living just for today som fick ett bra mottagande både i Sverige och utomlands. Duons sista uppträdande gjordes på Euro-Pride festivalen 1998 under namnet NEMO-tech.

## Singlar
- 1995 - Singing The Blues (We Say Goodbye) / Games Of Love (Eyes Of Life)
- 1996 - This Time (Beautiful Dream)
- 1997 - Nattens Änglar / Spegelbild

### MedEarthbound
- Living just for today 1997-98